# Ischnostomiella werneri
Ischnostomiella werneri är en skalbaggsart som beskrevs av Beinhundner 2005. Ischnostomiella werneri ingår i släktet Ischnostomiella och familjen Cetoniidae. Inga underarter finns listade i Catalogue of Life.